# Kim Bo-reum
Kim Bo-reum (kor. 김보름; * 6. Februar 1993 in Daegu) ist eine südkoreanische Eisschnellläuferin. Sie hält aktuell die südkoreanischen Geschwindigkeitsrekorde über 3000 und 5000 Meter.

## Leben
Kim begann mit der Disziplin Short-Track, wechselte aber 2010 zum Eisschnelllauf über. Als Grund nennt sie den Olympiasieg von Lee Seung-hoon, der auch die Disziplin wechselte und im Eisschnelllauf 2010 die Goldmedaille gewann. Sie gewann bei den Winter-Asienspielen 2011 in Astana und Almaty eine Silbermedaille über 3000 m. Bei den Eisschnelllauf-Einzelstreckenweltmeisterschaften 2013 gewann sie Bronze im Teamwettbewerb. Bei der Winter-Universiade 2013 gewann sie eine Silber- (3000 m) und eine Goldmedaille (1500 m). Bei den Olympischen Winterspielen 2014 in Sotschi startete sie über 1500 m, 3000 m und 5000 m, konnte jedoch keine Medaille gewinnen.
Nach einem weiteren enttäuschenden Ergebnis bei den Eisschnelllauf-Einzelstreckenweltmeisterschaften 2015, stellte Kim mit beim Eisschnelllauf-Weltcup 2015/16 einen neuen südkoreanischen Rekord auf mit 7:05,55 über 5000 m. Bei den Eisschnelllauf-Einzelstreckenweltmeisterschaften 2016 gewann Kim die Silbermedaille im Massenstart und wurde 7. über 3000 m. Bei der Weltmeisterschaft 2017 gewann sie ein Jahr vor den Olympischen Spielen 2018 in ihrem Heimatland die Goldmedaille im Massenstart. Bei den Winter-Asienspielen 2017 konnte sie ihre Erfolge fortsetzen und gewann Gold über 5000 m, Silber über 3000 m und in der Mannschaftsverfolgung und Bronze im Massenstart.
2018 entwickelte sich zu einem Debakel für die südkoreanische Frauen-Eisschnelllauf-Nationalmannschaft bei den Olympischen Winterspielen im eigenen Land. Kim wurde lediglich 18. über 3000 m. In der Mannschaftsverfolgung schied Südkorea im Halbfinale aus. In einem Fernsehinterview gab sie Noh Seon-yeong die Schuld an der Niederlage. Auch ihre Teamkollegin Park Ji-woo schloss sich der Kritik gegenüber Noh an. Der Streit im südkoreanischen Team sorgte weltweit medial für Aufmerksamkeit und Kim Bo-reum als auch Park Ji-woo wurden in Südkorea stark für ihre Aussagen kritisiert. Eine Online-Petition wurde initiiert, um Kim und Park vom Eisschnelllauf-Team auszuschließen. Es wirkte so, als dass Noh eine Außenseiterin in der Mannschaft war. Nach der Halbfinalniederlage weinte Noh tränen, doch ihre Teamkolleginnen ignorierten sie und lediglich ihr Trainer tröstete sie. Kim entschuldigte sich öffentlich. Dennoch verlängerte der Sport- und Outdoorbekleidungshersteller NEPA, der Kim sponserte, nicht den Vertrag mit Kim aufgrund der Reaktionen in Südkorea.
Zum Ende der Spiele konnte Kim im Massenstart die Silbermedaille gewinnen. In den Medien wurde ihre Person weiterhin kontrovers diskutiert. Dabei wurde sie auch in Schutz genommen, da männliche Kollegen bei vergleichbaren Vorfällen in der Vergangenheit öffentlich nicht so heftig kritisiert worden seien.
Das Sportministerium untersuchte nach den Olympischen Spielen die Angelegenheit zwischen Kim, Park und Noh, konnte aber kein Fehlverhalten Seitens Kim und Park vor diesem Vorfalls feststellen. Kim sagte dann im Gegenzug den Medien gegenüber, dass sie jahrelang von Noh gemobbt wurde.

## Ehrungen (Auswahl)
- 2017: Wahl zum MVP (mit Lee Jung-su  und Cha Jun-hwan) von der Korean Skating Union (KSU).[18]